# Cindy Stas
Cindy Stas (5 september 1979) is een Belgische voormalige atlete, die zich had toegelegd op het speerwerpen. Zij veroverde negen Belgische titels.

## Biografie
Cindy Stas werd in 1996 als zeventienjarige voor het eerst Belgische kampioene alle categorieën in het speerwerpen. Deze prestatie leverde haar de Gouden Spike voor beste Belgische beloftevolle atlete op. Tot 2005 veroverde ze in totaal negen Belgische titels in het speerwerpen. Enkel in 2001 miste ze de titel door een zware knieblessure, opgelopen tijdens een skireis.
In 1999 verbeterde Stas voor het eerst het Belgisch record speerwerpen tot 52,24 m. In 2000 verloor ze het record aan Heidi Mariën, maar tijdens de Memorial Van Damme datzelfde jaar heroverde ze het record met een worp van 54,90 m.  In 2004 bracht ze dit record naar 55,18 m.
Eind 2005 raakte Stas geblesseerd aan de elleboog waarmee ze wierp. Ze vond geen motivatie meer om te herbeginnen en besloot in 2006 te stoppen met speerwerpen.
Clubs
Stas was aangesloten bij Atletiekclub De Demer en Looise Atletiekvereniging. Haar trainer was speerwerper Eric Timmermans.

## Belgische kampioenschappen
| Onderdeel   | Jaar                                                |
| ----------- | --------------------------------------------------- |
| speerwerpen | 1996, 1997, 1998, 1999, 2000 2002, 2003, 2004, 2005 |

## Persoonlijk record
| Onderdeel   | Prestatie       | Datum        | Plaats |
| ----------- | --------------- | ------------ | ------ |
| speerwerpen | 55,18 m (ex-NR) | 21 juli 2004 | Gent   |

## Palmares
speerwerpen
- 1996:  BK AC - 44,46 m
- 1997:  BK AC - 45,56 m
- 1997: 13e kwal. EK junioren in Ljubljana - 46,06 m
- 1998:  BK AC - 47,24 m
- 1999:  BK AC - 49,51 m
- 2000:  BK AC - 51,71 m
- 2000: 8e Memorial Van Damme - 54,90 m (NR)
- 2002:  BK AC - 47,71 m
- 2002: 8e Memorial Van Damme - 50,59 m
- 2003:  BK AC - 54,08 m
- 2003: 5e Memorial Van Damme - 51,43 m
- 2004:  BK AC - 53,18 m
- 2005:  BK AC - 47,16 m

## Onderscheidingen
- 1996: Gouden Spike voor beste belofte